# Hypenetes stuckenbergi
Hypenetes stuckenbergi is een vliegensoort uit de familie van de roofvliegen (Asilidae). De wetenschappelijke naam van de soort is voor het eerst geldig gepubliceerd in 1985 door Londt.